# Venaticosuchus
Venaticosuchus là một chi archosauria bốn chân sống vào thời kỳ Trias muộn.